# Friedrich-Karl Hartmann
Friedrich-Karl Hartmann (* 7. Mai 1897 in Coverden, Schaumburg-Lippe; † 28. Februar 1974) war ein deutscher Forstwissenschaftler.
Nach seinem Kriegsdienst von 1915 bis 1918 studierte er Forstwissenschaften an den Hochschulen in Eberswalde und an der Königlich Preußischen Forstakademie Hannoversch Münden. In seiner Studienzeit wurde er Mitglied der FAG Hubertia Hann. Münden, welche später in die Forstakademische Gesellschaft Freia überging. Hartmann wurde 1922 an der Universität Gießen zum Dr. phil. promoviert. 1924 bis 1927 war er als Assistent am Waldbauinstitut in Eberswalde und 1927 als Leiter des Forstamtes beschäftigt. 1928 habilitierte sich Hartmann an der dortigen Forstakademie. Von 1934 bis 1936 sowie von 1950 bis 1965 lehrte er als Professor an der Forstlichen Hochschule Hannoversch Münden.